# Любавичское сельское поселение (Монастырщинский район)
Любавичское сельское поселение — упразднённое муниципальное образование в составе Монастырщинского района Смоленской области России.
Административный центр — деревня Любавичи.
Образовано законом от 2 декабря 2004 года. Упразднено законом от 28 мая 2015 года с включением всех входивших в его состав населённых пунктов в Гоголевское сельское поселение.

## Географические данные
- Общая площадь: 147 км²
- Расположение:  юго-восточная часть Монастырщинского района
- Граничит:
  - на северо-востоке — с Гоголевским сельским поселением
  - на юго-востоке — с Хиславичским районом
  - на юге — с Беларусью
  - на западе — с Добросельским сельским поселением
  - на северо-западе — с Александровским сельским поселением
- Крупные реки: Вихра.

## Население
| 2011 | 2012 | 2013 | 2014 | 2015 |
| ---- | ---- | ---- | ---- | ---- |
| 431  | ↘399 | ↘381 | ↘363 | ↘352 |

## Населённые пункты
На территории поселения находилось 19 населённых пунктов:
- Любавичи, деревня — административный центр
- Барановка, деревня
- Баченки, деревня
- Боровец, деревня
- Войнино, деревня
- Дубровка, деревня
- Ермаковка, деревня
- Железняк-1, деревня
- Железняк-2, деревня
- Кодрино, деревня
- Крутая, деревня
- Лягино, деревня
- Платково, деревня
- Посохля, деревня
- Славновичи, деревня
- Смолы, деревня
- Старышовка, деревня
- Старый Роховец, деревня
- Шелеговка, деревня

## Экономика
Сельхозпредприятия, магазины .